# Cabras
Cabras is een gemeente in de Italiaanse provincie Oristano (regio Sardinië) en telt 8889 inwoners (31-12-2004). De oppervlakte bedraagt 102,1 km², de bevolkingsdichtheid is 87 inwoners per km².
De volgende frazioni maken deel uit van de gemeente: San Giovanni di Sinis, Solanas.

## Demografie
Cabras telt ongeveer 3052 huishoudens. Het aantal inwoners daalde in de periode 1991-2001 met 2,1% volgens cijfers uit de tienjaarlijkse volkstellingen van ISTAT.
| Jaar | Inwoneraantal |
| ---- | ------------- |
| 1991 | 8994          |
| 2001 | 8804          |

## Geografie
Cabras grenst aan de volgende gemeenten: Nurachi, Oristano, Riola Sardo.

## Externe link

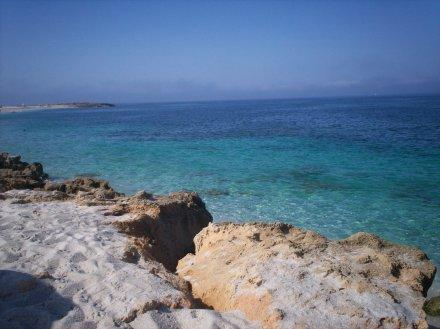
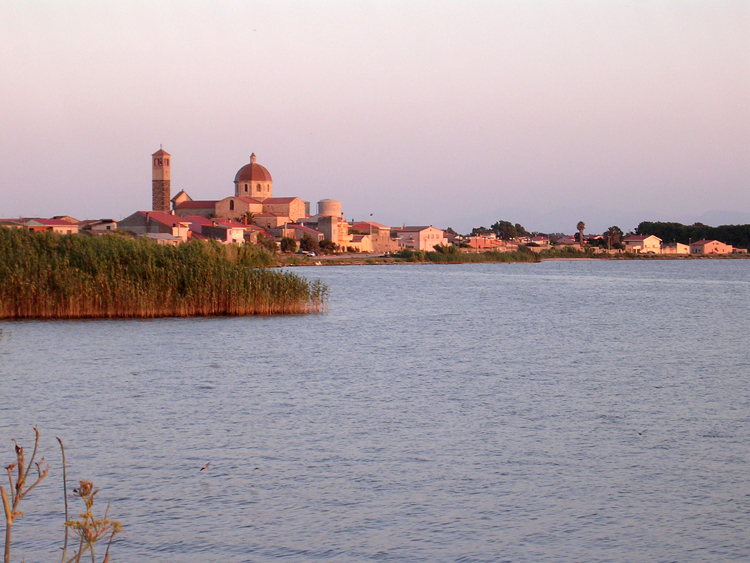
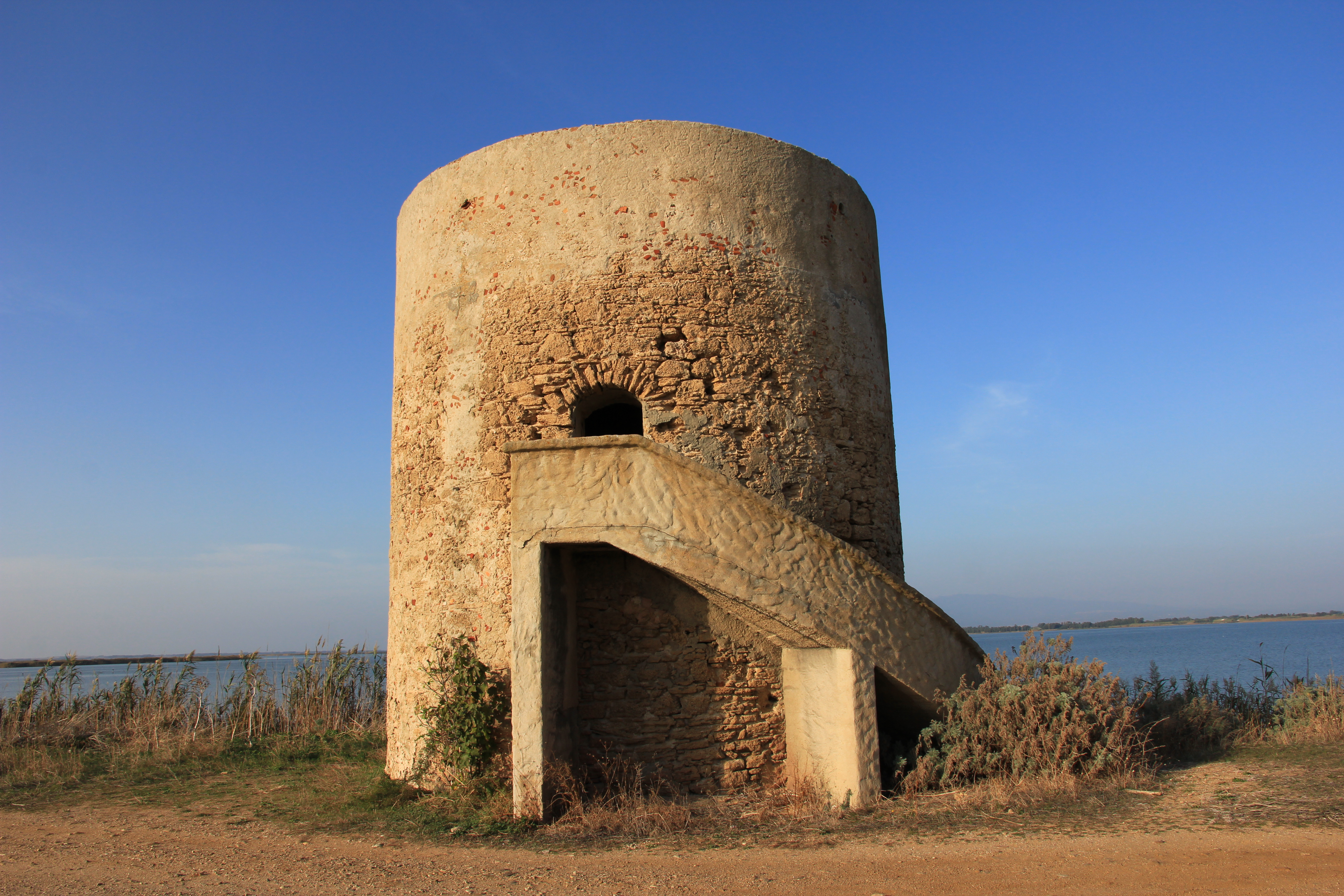
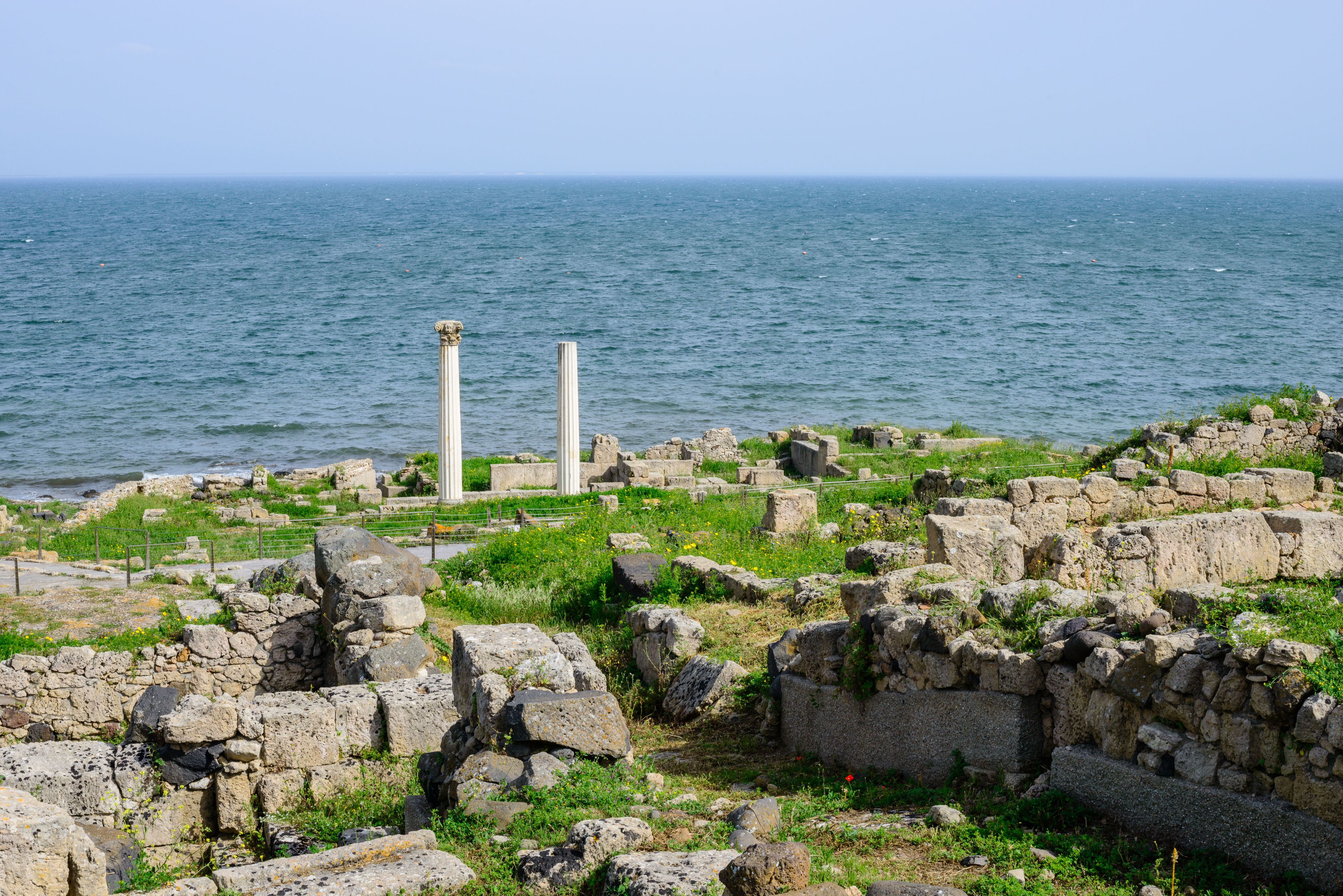